# Porkeri Kirke
Porkeris kirkja er en færøsk folkekirke fra 1847 i Porkeri på Suðuroy. 
Ifølge kirkebøgerne har der i Porkeri været kirke fra 1538. 
Den nuværende kirke blev indviet den 19. september 1847 og er opført i den traditionelle færøske stil. Kirken er bygget af træ og tækket med græstørv. Den udvendige træbeklædning er tjæret, medens grunden, vinduerne, dørene, vinduesskodderne og tårnet er hvidt. Indvendig er kirken ikke malet. 
Altertavlen viser Jesus i Getsemane og er mere end 200 år gammel. På alteret står fire messingstager; to med hver sit lys og to med hver fire lys. Der er fire alterduge og to gipsfigurer af St. Johannes og St. Paulus som er fra 1825 og 1987.
I koret står den gamle døbefont af træ med et tinfad fra 1789 og den nye, som er en almissegave fra 1923.
Mandesiden i kirken har 13 stole, og kvindesiden 12 stole, med i alt 150 siddepladser. I kirken hænger der tre lysekroner, som er almissegaver, og på væggen hænger der to mindetavler. Kirkeskibet er en model af sluppen "Beinisvørð", som er en gave.
Over døren i forkirken (våbenhuset) hænger der en tavle med årstallene MDCCCXLVII og med forbogstaverne af dem, som byggede kirken. I samme rum står der en gammel gravsten med årstallet 1640 og kirkebøssen, som er en model af kirken. På loftet står et Verland Johansen orgel fra 1981 med 4 stemmer. Det første orgel fik fik kirken omkring 1900. Verland Johansen (fo) byggede og konstruerede 20 orgler til forskellige færøske kirker.
I tårnet hænger den gamle kirkeklokke fra 1952 og den nye fra 1976. Over indgangsdøren udvendig er der udskåret en roset og en kongekrone med årstallet 1847 og C R VIII.
- Porkeris kirkja
- Kirkegården
- Alteret
- Den gamle døbefont
- Kirkedøren